# Јан Кобијан
Јан Кобијан (чеш. Jan Kobián; Праг 28. октобра 1970) је возач боба из Чешке који се такмичи од 1992. Учествовао је на пет Олимпијских игара, а најбољи реултат је осмо место у бобу двоседу на Зимским олимпијским играма 1998. у Нагану.
Најбољи резултат на Светским првенствима у бобу, Кобијан је постигао на Светском првенству у бобу 2005. у Калгарију. 11. место у бобу четвороседу .